# Robert Jackson (ONU)
Pour les articles homonymes, voir Jackson et Robert Jackson.
Sir Robert Gillman Allen Jackson, né Wilbur Kenneth Jackson le 8 novembre 1911 à Melbourne et mort le 12 janvier 1991 à Londres est un officier de marine, haut fonctionnaire et administrateur des Nations Unies australien. Il était spécialisé dans l'assistance technique et logistique au monde en développement.

## Biographie

### Jeunesse et formation

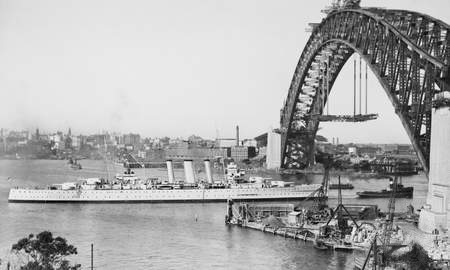
Le croiseur lourd entrant dans le port de Sydney (Port Jackson) en 1930. Robert Jackson servira à bord de ce navire pendant 5 ans à partir de l'année suivante.

Il effectue sa scolarité secondaire à la Cheltenham High School et à la Mentone Grammar School, que son père Archibald Jackson avait contribué à fonder. La mort de ce dernier l'ayant empêché de poursuivre des études supérieures, il entre à l'âge de 18 ans dans la marine royale australienne. Au cours de ses dix années de formation, il sert successivement sur les bâtiments HMAS Australia (1929-1931), HMAS Canberra (1931-1936) et HMAS Sydney (1936-1938). Durant cette période Jackson attire l'attention des officiers de la Royal Navy qui se succèdent à la tête de l'escadre australienne, notamment le contre-amiral (Sir) Wilbraham Ford. Jackson est promu au grade de Paymaster Lieutenant en 1933. Il changera ses prénoms en Robert Gillman Allen par acte notarié en 1937, mais sera par la suite généralement connu sous son surnom de « Jacko ».

### Carrière militaire: la défense de Malte durant la seconde Guerre mondiale

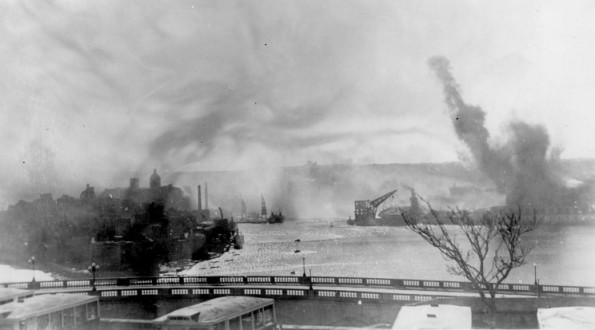
Bombardement de Grand Harbour et du porte-avions le 24 janvier 1941, lors du Blitz de Malte.

En 1938, Ford, alors vice-amiral à Malte, fait nommer Jackson secrétaire de l'état-major de la RN. Après la crise de Munich en septembre, la menace de guerre entraîne une révision du plan de défense de Malte. Une initiative personnelle de Jackson va contribuer à persuader le gouvernement britannique de la nécessité stratégique de défendre l'île. En effet, ayant eu connaissance de notes de ses supérieurs adressées au commandement central à Londres, selon lesquelles cette nation insulaire était indéfendable et devrait être abandonnée aux Nazis, Jackson, prenant le contre-pied de sa hiérarchie rédige alors son propre plan en s'assurant qu'il soit transmis à Winston Churchill en personne. Il fait valoir notamment qu'en enterrant les services essentiels, Malte pouvait être sauvée. Churchill ayant donné son aval à ce plan, Jackson devient l'adjoint principal de l'amiral Ford. Ce dernier note à cette occasion que Jackson « travaille presque sans relâche » à la section navale du document, ce qui permettra sa « publication rapide » ; il souligne que « son énergie, son initiative et ses capacités étaient remarquables ». Ce plan permet d'organiser « l'une des défenses les plus héroïques et les plus réussies de l'histoire de la guerre » et lui vaudra d'être élevé au rang d'Officier de l'Ordre de l'Empire britannique (OBE).
En 1941, il est nommé conseiller principal d'Oliver Lyttelton, ministre du cabinet de guerre britannique au Caire. Son travail avec le Centre d'approvisionnement du Moyen-Orient, visant à encourager la production alimentaire locale dans de nombreux pays, lui permet de renforcer ses compétences diplomatiques et administratives.

### Carrière à l'ONU
Après la guerre, Jackson devient responsable des projets de l'Administration des Nations Unies pour le secours et la reconstruction (UNRRA) en Europe, dans certaines régions d'Afrique et en Extrême-Orient. Ces projets sont considérés comme « la plus grande opération de secours de l'ONU jamais menée ». Il est ensuite l'assistant de Trygve Lie, premier secrétaire général de l'ONU, avec lequel ses relations s'avèrent difficiles. Puis il retourne au Royaume-Uni pour travailler au Trésor avant de rejoindre le ministère australien du Développement national.
Spécialiste des projets d'aménagement fluvial à usages multiples, sa nécrologie dans le Times indique qu'il « a été associé à pratiquement toutes les grandes entreprises de ce type dans le monde en développement ». Alors qu'il travaille sur le projet du lac Volta au Ghana de 1953 à 1960, il fait la connaissance de Kwame Nkrumah. Cette période au Ghana lui vaut d'être fait Knight Bachelor en 1956, et Chevalier Commandeur de l'Ordre Royal de Victoria en 1962
À partir des années 1950, il est conseiller des gouvernements de l'Inde et du Pakistan. En 1962, il devient consultant à l'ONU auprès de Paul Hoffman du Programme des Nations Unies pour le développement (PNUD), dans les domaines de l'aide technique, de la logistique et du pré-investissement aux pays en développement. En 1971, il avait contribué à des projets du PNUD dans 60 pays.
Le « rapport Jackson » ou « étude de capacité » (Capacity Study) sur la réforme de l'ONU est publié en 1969. Il propose que les projets de l'ONU soient harmonisés avec le plan de développement de chaque pays, provoquant ainsi une certaine controverse. Margaret Anstee (en), une autre administratrice de l'ONU, collabore avec lui sur ce rapport. Leur relation professionnelle devient au fil du temps une solide amitié qui se prolongera jusqu'à la mort de Jackson.
Les dernières grandes opérations de Jackson furent la coordination des secours au Bangladesh entre 1972 et 1975, et l'assistance au Kampuchéa et aux réfugiés cambodgiens en Thaïlande entre 1979 et 1984. En 1986, il est nommé Compagnon de l'Ordre d'Australie.

### Dernières années et postérité
Jackson meurt à Londres le 12 janvier 1991 d'un accident vasculaire cérébral,.
Jackson a été qualifié de « maître de la logistique » et son travail à Malte, à l'UNRRA et au Bangladesh a été tout particulièrement salué.

### Vie privée
Le 18 octobre 1938, Jackson épouse Una Margaret (Peggy) Dick à la cathédrale anglicane St David de Hobart. ils divorceront plus tard. En 1950, Robert Jackson épouse en secondes noces Barbara Ward (1916-1981). Ils ont un fils en 1956, mais se séparent légalement au début des années 1970.

## Publications
- (en) The Case for an International Development Authority, Syracuse, NY, Syracuse University Press, 1959
- (en) A Study of the Capacity of the United Nations Development System  (2 vol.), Geneva, 1969

## Décorations
- OBE[10]
- Companion of the Order of St Michael and St George, 1er janvier 1944[11]
- KB 29 juin 1956[5]
- Knight Commander of the Order of the Queen Victoria, 20 février 1962[12],[6]
- Companion of the Order of Australia, pour services dans les relations internationales en particulier en qualité de sous-secrétaire général et conseiller spécial de l'ONU. 9 juin 1986[7].